# ویکرز وارسیتی
ویکرز وارسیتی (به انگلیسی: Vickers Varsity) یک هواگرد آموزشی سرنشین‌دار دو موتوره بازنشسته بریتانیایی است که از سال ۱۹۵۱ تا ۱۹۷۶ توسط نیروی هوایی سلطنتی استفاده می شد.

## کاربران
اردن
- نیروی هوایی سلطنتی اردن

 سوئد
- نیروی هوایی سوئد

 بریتانیا
- نیروی هوایی سلطنتی

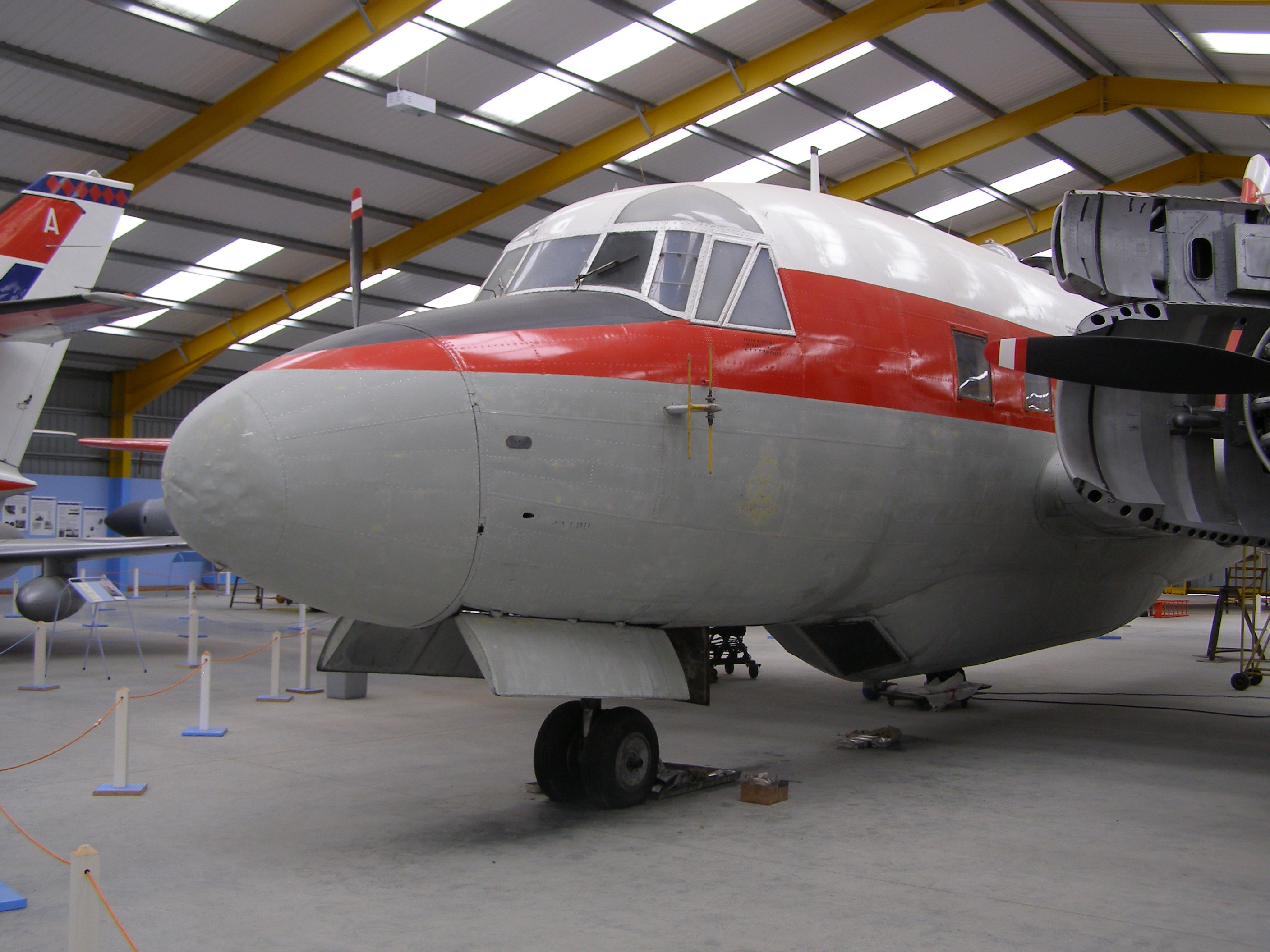
وارسیتی T1 در موزه هوایی نیوآرک به نمایش گذاشته شده است

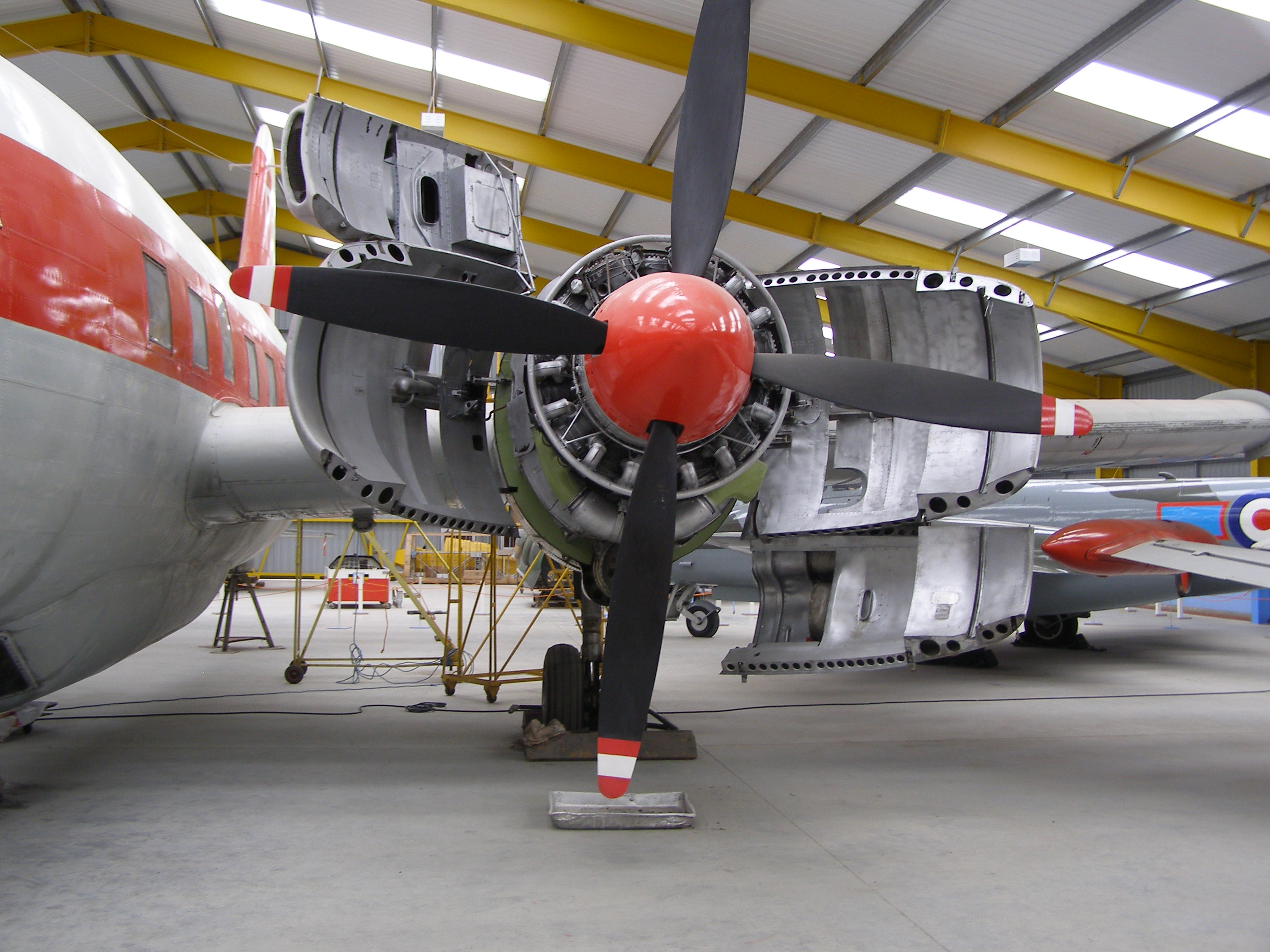
وارسیتی T1 در موزه هوایی نیوآرک به نمایش گذاشته شده است

- Aeroplane and Armament Experimental Establishment

## مشخصات فنی (T Mk 1)
داده‌ها از Vickers Aircraft since 1908.
ویژگی‌های عمومی
- خدمه: چهار
- طول: ۶۷ فوت ۶ اینچ (۲۰٫۵۷ متر)
- پهنای بال: ۹۵ فوت ۷ اینچ (۲۹٫۱۳ متر)
- ارتفاع: ۲۳ فوت ۱۱ اینچ (۷٫۲۹ متر)
- مساحت بال‌ها: ۹۷۴ فوت مربع (۹۰٫۵ متر مربع)
- وزن خالی: ۲۷٬۰۴۰ پوند (۱۲٬۲۶۵ کیلوگرم)
- پیشرانه: ۲ عدد متور ۱۴ سیلندر شعاعی بریستول هرکول ۲۶۴, ۱٬۹۵۰ اسب بخار (۱٬۴۵۰ کیلووات)  در هر موتور

عملکرد
- حداکثر سرعت: ۲۸۸ مایل بر ساعت (۴۶۳ کیلومتر بر ساعت، ۲۵۰ گره) at ۱۰٬۰۰۰ فوت (۳٬۰۰۰ متر)
- بُرد: ۲٬۶۴۸ مایل (۴٬۲۶۲ کیلومتر، ۲٬۳۰۱ مایل دریایی)
- حداکثر ارتفاع: ۲۸٬۷۰۰ فوت (۸٬۷۰۰ متر)
- نرخ صعود: ۱٬۴۰۰ فوت بر دقیقه (۷٫۱ متر بر ثانیه)

تسلیحات

- بمب‌ها: ۶۰۰ پوند (۲۷۰ کیلوگرم) practice bombs in an external pannier

## همچنین ببینید
- Vickers VC.1 Viking
- Vickers Valetta

فهرست‌های مرتبط
- List of aircraft of the Royal Air Force

### کتابشناسی - فهرست کتب
- Andrews, C.F. and E.B. Morgan. Vickers Aircraft since 1908. London: Putnam, 1988. شابک ‎۰−۸۵۱۷۷−۸۱۵−۱ISBN 0-85177-815-1.
- Bagshaw, R. Deacon, R. Pollock, A. and Thomas, M. RAF Little Rissington: The Central Flying School years 1946 - 1976. Pen & Sword, 2006 شابک ‎۱−۸۴۴۱۵−۳۸۱−۹
- Ellis, Ken. Wrecks & Relics. Manchester, UK: Crécy Publishing, 21st edition, 2008. شابک ‎۹۷۸−۰−۸۵۹۷۹−۱۳۴−۲ISBN 978-0-85979-134-2.
- Holmes, Mike (January–February 2004). "She Was Great!: Homage to the Vickers Varsity". Air Enthusiast (109): 60–65. ISSN 0143-5450.{{cite journal}}:  نگهداری یادکرد:فرمت پارامتر تاریخ (link)
- Martin, Bernard. The Viking, Valetta and Varsity. Tonbridge, Kent, UK: Air-Britain (Historians) Ltd. , 1975. شابک ‎۰۸۵۱۳۰۰۳۸۳ISBN 0851300383.
- Rawlings, J.D.R. "Vickers Varsity". Air Pictorial, Vol. 33, No. 5, May 1971, pp.  172–176.
- Thetford, Owen. Aircraft of the Royal Aircraft 1918–57. London: Putnam, 1st edition, 1957.